# Route nationale 3 (Croatie)
Pour les articles homonymes, voir Route nationale 3 et D3.
La route nationale 3 (en croate Državna cesta D3), abrégée D3 est une route nationale qui s'étend de Goričan, à la frontière hongroise au nord-est via Čakovec, Varaždin, Zagreb, Karlovac, Duga Resa, Delnice et se terminant à Rijeka au sud-est. Elle est longue de 221,6 km.